# Ahmed Rami (poeta)
Ahmed Rami (in arabo أحمد رامى‎?, traslitterato anche Ahmad Rami; Il Cairo, 9 agosto 1892 – Il Cairo, 5 giugno 1981) è stato un poeta, paroliere e traduttore egiziano, noto per aver scritto testi per canzoni per i famosi cantanti egiziani Umm Kulthum e Mohammed Abdel Wahab. Giocò un ruolo importante nello sviluppo della canzone araba, usando un linguaggio semplice per esprimere temi sublimi, grazie al quale fu conosciuto come "Poeta dei giovani".

## Biografia
Nacque nel distretto Nasiriyya della città del Cairo da una famiglia di origine turco-circassa. Trascorse parte dell'infanzia nell'isola greca di Taso, dove il padre era medico presso il kedivè (viceré) egiziano Abbas II, e frequentò poi al Cairo le scuole elementare e secondaria. Si diplomò presso l'Alta scuola per insegnanti nel 1914 e iniziò ad insegnare geografia e inglese in scuole private.
Pubblicò la prima poesia (qaṣīda) nel 1910, nella rivista al-Riwaya al-jadida e la sua prima raccolta (diwan) nel 1918. Seguirono una seconda e una terza raccolta nel 1925.
Aveva conosciuto nel 1925 la cantante Umm Kulthum, alla quale fu molto legato, che si era trasferita al Cairo per studiare musica solo due anni prima, e nel corso di mezzo secolo scrisse per lei i testi di circa 200 canzoni.
Lo scrittore libanese Sélim Nassib ha pubblicato il romanzo Oum (tradotto in italiano con il titolo Ti ho amata per la tua voce, che racconta la storia del rapporto tra la cantante e il suo poeta. Scrisse anche per altri cantanti egiziani, tra i quali Mohammed Abdel Wahab, con una produzione complessiva di circa 500 testi di canzoni in lingua araba.
Dal 1925 lavorò come bibliotecario per la Dār al-kutub (la Biblioteca nazionale egiziana). Tra il 1938 e il 1945, sempre come bibliotecario, si trasferì presso la Lega delle Nazioni a Ginevra e al suo ritorno, tra il 1945 e il 1948 collaborò come consigliere per la radio di stato egiziana. Ritornò a lavorare presso la Dār al-kutub come vice-presidente del consiglio direttivo e nel 1954 riprese anche la collaborazione con la radio egiziana. Nel 1920 divenne bibliotecario per il Collegio degli Insegnanti.Ottenne una borsa di studio che gli permise di recarsi a Parigi, dove conseguì nel 1924 la laurea (license en lettres) per il persiano presso l'École des langues orientales.
Tra il 1936 e il 1954 scrisse articoli per il mensile Al-Hilal. Scrisse anche per il teatro e per il cinema. Tradusse inoltre in arabo diverse opere di Shakespeare dall'inglese e le Quartine di ʿUmar Khayyām dal persiano.
Nel 1965 ricevette il Premio di Stato per la letteratura e nel 1976 una laurea honoris causa dall'Accademia delle arti.